# A Arnoia
A Arnoia (spanisch Arnoya) ist eine spanische Gemeinde (Concello) mit 970 Einwohnern (Stand: 2024) in der Provinz Ourense der Autonomen Gemeinschaft Galicien.

## Herkunft des Gemeindenamens
Über die Herkunft des Wortes „Arnoia“ gibt es unterschiedliche Meinungen. Für Manuel Murguía in seinem Werk História de Galicia stammt der Ursprung aus dem Sanskrit von arna (Fluss). Eine andere Theorie sucht den wahrscheinlichen Ursprung im Biskayischen Dialekt und im Dialekt von Gipuzkoa, einer Provinz in der heutigen Autonomen Gemeinschaft Baskenland. Dort wird der Wein Ardo oder Ardao genannt, im unteren Navarra Arno. Demnach sollte dem Wort arnoia oder arnoya die Bedeutung Wein gegeben werden, was im Altgalicischen übernommen worden soll.

## Geografie
A Arnoia liegt am westlichen Rand der Provinz Ourense unweit zur Grenze zur benachbarten Provinz Pontevedra ca. 25 Kilometer südwestlich der Provinzhauptstadt Ourense.
Umgeben wird A Arnoia von den fünf Nachbargemeinden:
| Ribadavia |                                             | Castrelo de Miño |
|           | Kompassrose, die auf Nachbargemeinden zeigt | Cartelle         |
|           | Cortegada                                   | Gomesende        |

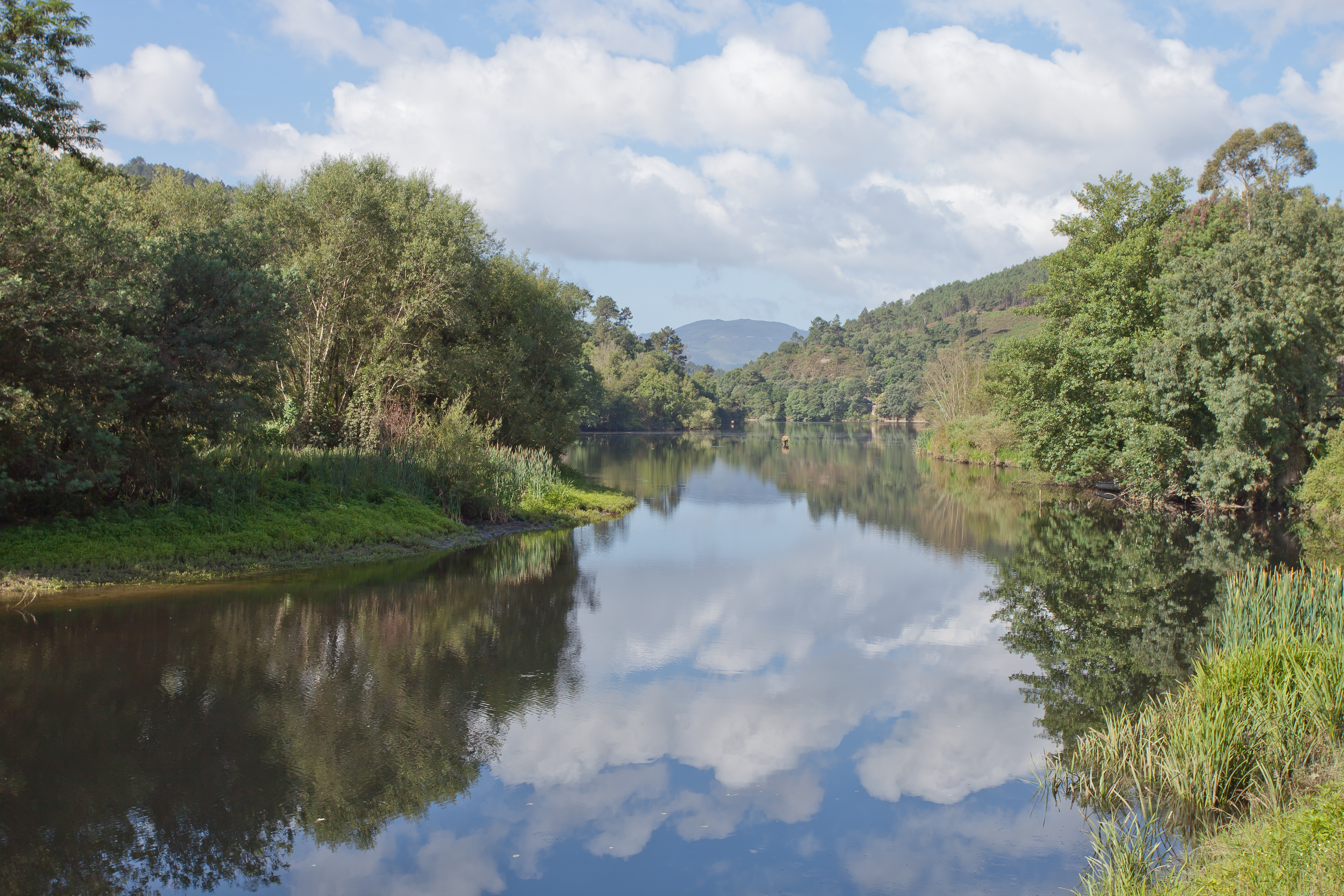
Blick auf den Río Miño in der Nähe der Mündung des Río Arnóia

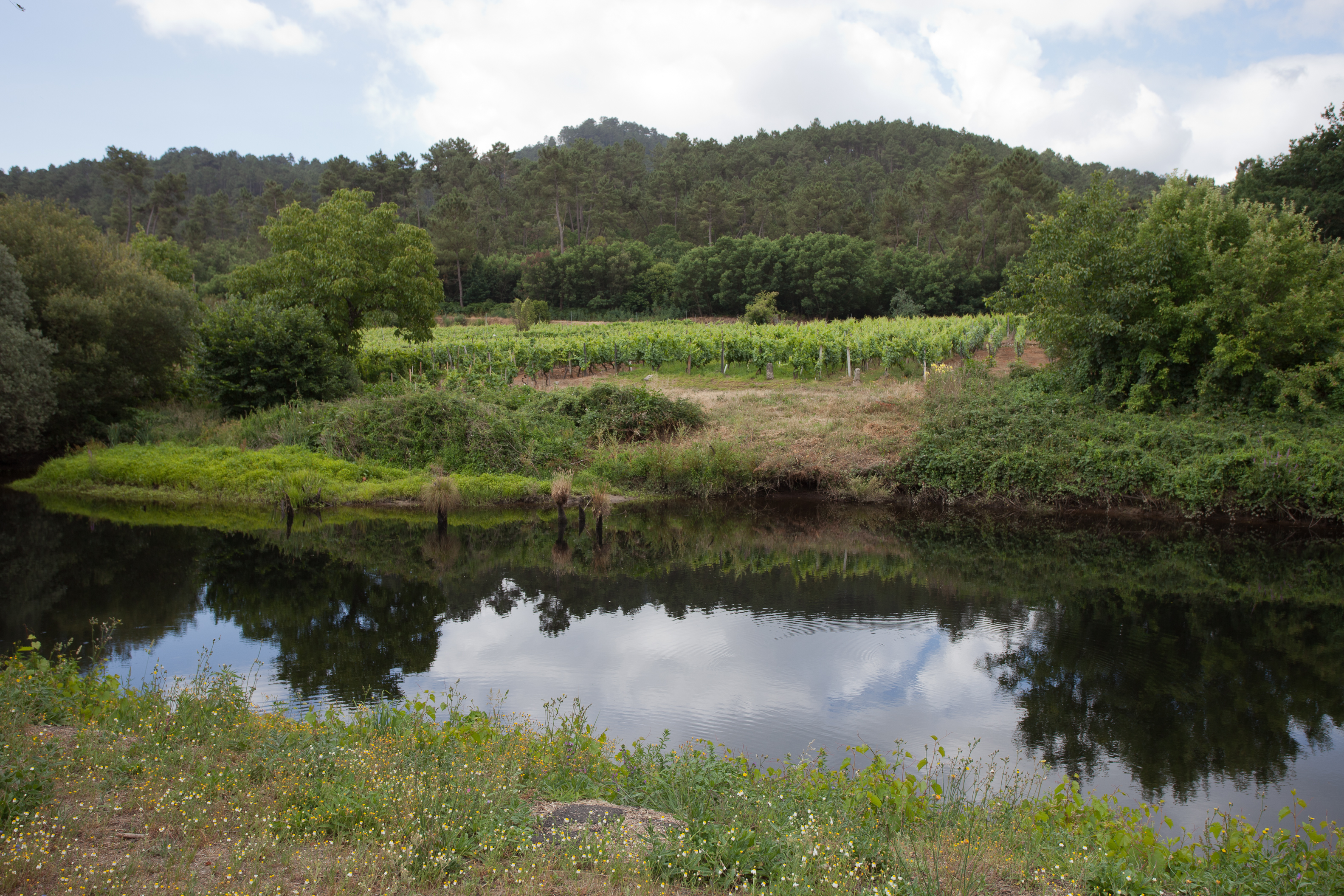
Blick auf den Río Arnoia mit Weinberg im Hintergrund

Der Río Miño, der durch die Talsperre Frieira aufgestaut wird, bildet die natürliche Grenze zur Nachbargemeinde Ribadavia. Der Río Arnóia bildet abschnittsweise eine natürliche Grenze zu den südlichen Nachbargemeinden Cortegada und Gomesende, bevor er in nördlicher Richtung zum Hauptort der Gemeinde, Outeiro Cruz, fließt, dort erneut die Fließrichtung nach Westen wechselt und links in den Río Miño mündet. Das Gemeindegebiet umfasst neben dem Talgebiet, in dem Weinberge und Gemüse angebaut werden, ein Höhengebiet mit felsiger Orographie und praktisch unbewohnt. Es ist Waldland, das mehr als die Hälfte der Gemeinde ausmacht, in dem die Kiefer auf die Laubbäume vordringt. Die Höhe der Erhebungen kommen meist nicht über 500 m, bis auf den Alto de Sande (606 m), den Coto Novelle (715 m), den höchsten Gipfel der Gemeinde, und den Os Charcos (569 m) an den Grenzen zu den östlichen Nachbargemeinden.

## Bevölkerungsentwicklung der Gemeinde
Legende: Arnoya___A Arnoia

Quelle: INE-Archiv – grafische Aufarbeitung für Wikipedia
Nach einem Anwachsen der Gemeindegröße auf über 3000 Einwohner am ausgehenden 19. Jahrhundert sank die Zahl der Bevölkerung in der Folgezeit bis unter 1000.

## Gemeindegliederung
Die Gemeinde A Arnoia ist in eine Parroquia mit insgesamt 20 Dörfern gegliedert:
- A Arnoia (San Salvador)

Der Sitz der Gemeinde befindet sich in Outeiro Cruz.

## Geschichte
Die Geschichte der Gemeinde folgt den großen allgemeinen Ereignissen der Geschichte Galiciens. Die Besiedelung des Gemeindegebiets geht zumindest auf die Zeit der Castrokultur zurück, für die es Belege gibt. Auch in Arnoia gab es Hinweise auf den Durchgang der Römer, auch durch archäologische Überreste. Bereits im Mittelalter und unter dem Schutz der Klöster gibt es mehrere Schriften, die sich auf die Ländereien von Arnoia beziehen. Die Inquisition war auch in Arnoia präsent, ebenso wie die Napoleonischen Truppen, die mit den Carlisten durch diese Länder zogen.

## Sehenswürdigkeiten
- Pfarrkirche San Salvador

Das Baudatum der Kirche von 1612 ist auf der Fassade eingraviert. Ihr Altarbild, das von volkstümlicher Bauart ist, ist das Werk eines örtlichen Zimmermanns. In der Kirche sticht ein schönes romanisches Fenster hervor, anscheinend ein Überbleibsel von der Kapelle, die früher an derselben Stelle stand. Innen sind zwei Wappen zu sehen, eines davon von einem Angehörigen der Inquisition.

## Wirtschaft

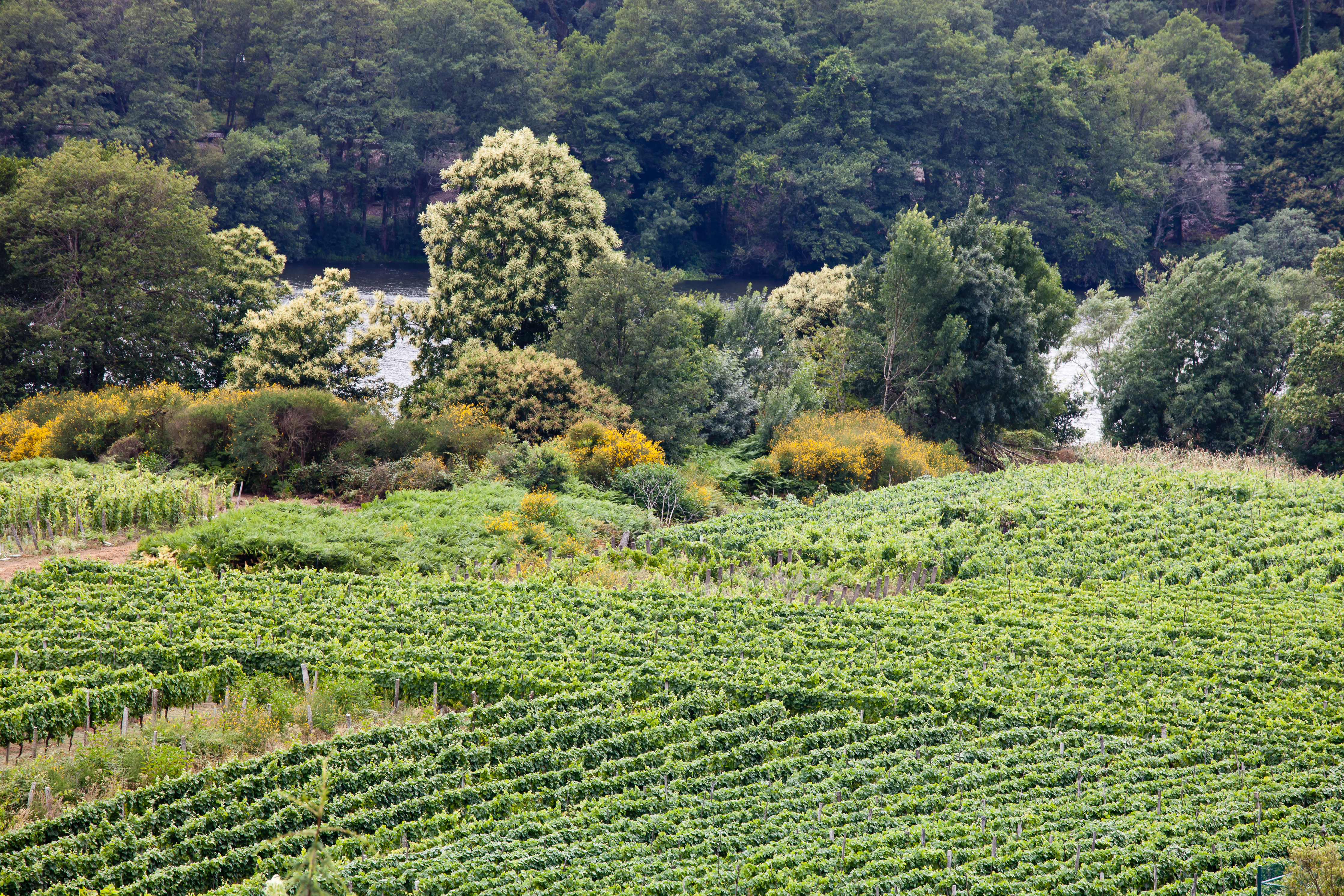
Weinberg am Río Miño

A Arnoia liegt im Weinbaugebiet des Ribeiro.
| Ackerbau, Viehzucht und Fischerei                                                  | 020 | 06,49  |
| Industrie                                                                          | 057 | 018,51 |
| Bauwirtschaft                                                                      | 021 | 06,82  |
| Dienstleistungsbetriebe                                                            | 210 | 068,18 |
| Total                                                                              | 308 | 100,00 |
| * Daten aus dem Statistischen Amt für Wirtschaftliche Entwicklung in Galicien, IGE |     |        |

## Verkehr
Die Gemeinde liegt fernab von Fernverkehrsstraßen. Land- und Provinzstraßen sorgen für die Anbindung an die Nachbargemeinden. Der nächstgelegene Haltepunkt einer Eisenbahnlinie liegt in der Nachbargemeinde Ribadavia.